# Marg Helgenberger
Marg Helgenberger (Fremont, Nebraska, 1958. november 16. –) Primetime Emmy-díjas amerikai színésznő.
Pályafutását az 1980-as években kezdte, a Ryan's Hope (1982–1986) és a China Beach (1988–1991) című sorozatokban. Utóbbival Primetime Emmy-díjat nyert, mint legjobb női mellékszereplő (drámasorozat). A CSI: A helyszínelők című bűnügyi sorozatban Catherine Willowst alakította 2000 és 2013 között. Feltűnt az Intelligence – A jövő ügynöke és A búra alatt című műsorokban is.
Fontosabb filmjei közé tartozik A lény (1995), A lény 2. (1996), az Erin Brockovich – Zűrös természet (2000) és a Mr. Brooks (2007).

## Fiatalkora
A német és ír felmenőkkel bíró Helgenberger első munkájaként abban a húsfeldolgozó üzemben dolgozott, ahol édesapja húsellenőr volt. Ezt a szakmát öccse folytatta. Ő akkoriban még anyja foglalkozását akarta továbbvinni, ápolónak készült. Végül mégis művészeti főiskolára jelentkezett, ahol vadászkürt szakot választott. Míg nővére elvégezte a jazz szakot, ő kedvtelésből beszállt az egyetemi színpad előadásaiba. A Makrancos Kata szerepében figyelt fel rá egy producer, aki szerepajánlattal kereste meg. 

## Színészi pályafutása
Kezdetben Nebraskában a helyi tévénél éjjeli időjárásjelentő volt. Apróbb sorozatszerepek után 1988-tól a China Beach című drámasorozatban heroinfüggő prostituáltat alakított olyan sikeresen, hogy Primetime Emmy-díjjal jutalmazták. Ezzel olyan bizalmat nyert, hogy első mozifilmjében, az After Midnight (1989) című horrorantológiában egyből főszerepet kapott, és állandósulni látszottak a horrorszerepek, de a Vészhelyzet néhány epizódjában George Clooney szerelmeként is feltűnt.
Végül azonban Marg nevét a CSI: A helyszínelők tette ismertté, amelyben 2000-től a sztriptíztáncosnőből lett szakértőt, Catherine Willowst alakítja. A szerep kedvéért ellátogatott a Clark megyei halottkémi irodába, ahol a sorozatban is gyakori boncolásokat nézett meg. „Már az elején úgy gondoltam, hogy a sorozat ütős lesz, mert az érdekes bűnügyek, a speciális effektek, a modern technológia és mindaz, amit a helyszínelők bemutatnak, érdekelni fogja a nézőket” – nyilatkozta a színésznő.
2006-ban szülővárosában, az 1200 lakosú North Bendben átnevezték az utcát, ahol lakott, Helgenberger sugárútra.

## Magánélete
Első sorozatbeli szerepe idején ismerte meg Alan Rosenberget, akivel 1989-ben összeházasodtak. 2010-ben váltak el.

## Filmográfia

### Film
| Év   | Magyar cím                        | Eredeti cím                       | Szerep                           | Magyar hang     |
| ---- | --------------------------------- | --------------------------------- | -------------------------------- | --------------- |
| 1989 |                                   | After Midnight                    | Alex                             |                 |
| 1989 | Örökké                            | Always                            | Rachel                           | Kocsis Mariann  |
| 1989 | Örökké                            | Always                            | Rachel                           | Kis-Kovács Luca |
| 1989 |                                   | Peacemaker (rövidfilm)            | Mrs. Cooper                      |                 |
| 1991 | Elveszett szívek                  | Crooked Hearts                    | Jennetta                         |                 |
| 1993 | Távoli unokatestvérek             | Distant Cousins                   | Connie                           | Kiss Erika      |
| 1994 | Két cowboy New Yorkban            | The Cowboy Way                    | Margarette                       | Andresz Kati    |
| 1995 | Mindent a szemnek                 | Just Looking                      | Darlene Carpenter                |                 |
| 1995 | Bad Boys – Mire jók a rosszfiúk?  | Bad Boys                          | Alison Sinclair százados         | Spilák Klára    |
| 1995 | Bad Boys – Mire jók a rosszfiúk?  | Bad Boys                          | Alison Sinclair százados         | Kiss Erika      |
| 1995 | A lény                            | Species                           | Dr. Laura Baker                  | Antal Olga      |
| 1996 | Álnokok és elnökök                | My Fellow Americans               | Joanna (stáblistán nem szerepel) | Biró Anikó      |
| 1997 | Tűz a mélyben                     | Fire Down Below                   | Sarah Kellogg                    | Ábrahám Edit    |
| 1997 | Szerelem utolsó vérig             | The Last Time I Committed Suicide | Lizzy                            |                 |
| 1998 | A lény 2.                         | Species II                        | Dr. Laura Baker                  | Kovács Nóra     |
| 2000 | Erin Brockovich – Zűrös természet | Erin Brockovich                   | Donna Jensen                     | Tallós Rita     |
| 2004 | Jó társaság                       | In Good Company                   | Ann Foreman                      | Pápai Erika     |
| 2007 | Mr. Brooks                        | Mr. Brooks                        | Mrs. Emma Brooks                 | Incze Ildikó    |
| 2008 | Az utolsó meló                    | Columbus Day                      | Alice                            | Szórádi Erika   |
| 2009 | A Csodanő                         | Wonder Woman                      | Héra (hangja)                    |                 |
| 2016 | Majdnem barátok                   | Almost Friends                    | Samantha                         |                 |
| 2019 | Egy kutya négy útja               | A Dog's Journey                   | Hannah Montgomery                | Kovács Nóra     |

### Televízió

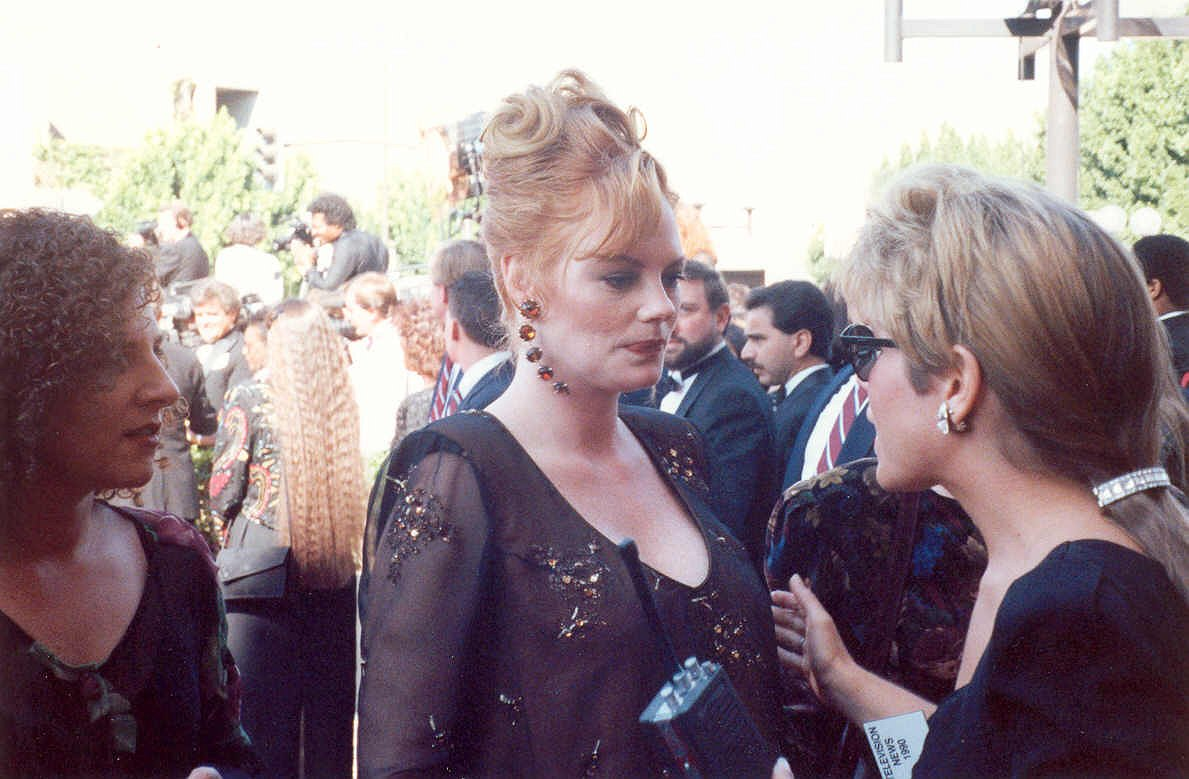
Az 1990-es Emmy-díjátadón

#### Tévéfilm
| Év   | Magyar cím                       | Eredeti cím                                  | Szerep                     | Magyar hang   |
| ---- | -------------------------------- | -------------------------------------------- | -------------------------- | ------------- |
| 1990 |                                  | Blind Vengeance                              | Virginia Whitelaw          |               |
| 1991 | Gyermek a túlvilágról            | Death Dreams                                 | Crista Westfield           |               |
| 1992 | Menekülés a pokolból             | In Sickness and in Health                    | Mickey                     |               |
| 1992 | Gyilkos szem                     | Through the Eyes of a Killer                 | Laurie Fisher              | Biró Anikó    |
| 1993 |                                  | Partners                                     | Georgeanne Bidwell         |               |
| 1993 |                                  | When Love Kills: The Seduction of John Hearn | Debbie Banister            |               |
| 1994 |                                  | Keys                                         | Maureen Kickasola          |               |
| 1994 | Vörös sas                        | Lie Down with Lions                          | Kate Nessen                | Orosz Helga   |
| 1994 | Elveszett gyermekek              | Where Are My Children?                       | Vanessa Meyer Vernon Scott |               |
| 1995 | Gyulladásveszély                 | Inflammable                                  | Kay Dolan hadnagy          | Andresz Kati  |
| 1996 | Halálos talány                   | Conundrum (Frame by Frame)                   | Rose Ekberg nyomozó        |               |
| 1997 |                                  | Murder Live!                                 | Pia Postman                |               |
| 1997 | Aranypart                        | Gold Coast                                   | Karen DiCilia              |               |
| 1998 |                                  | Giving Up the Ghost                          | Anna Hobson                |               |
| 1998 | Az Öböl-háború                   | Thanks of a Grateful Nation                  | Jerrilynn Folz             |               |
| 1999 | A babaarcú gyilkos               | Happy Face Murders                           | Jen Powell                 |               |
| 2015 | CSI: A helyszínelők – A zárófilm | Immortality                                  | Catherine Willows          | Szórádi Erika |

#### Sorozat
| Év        | Magyar cím                         | Eredeti cím                    | Szerep                   | Megjegyzések                                              |
| --------- | ---------------------------------- | ------------------------------ | ------------------------ | --------------------------------------------------------- |
| 1982–1986 |                                    | Ryan's Hope                    | Siobhan Ryan             | 108 epizód                                                |
| 1986      |                                    | Spenser: For Hire              | Nancy Kettering          | 1 epizód                                                  |
| 1987      |                                    | Shell Game                     | Natalie Thayer           | 6 epizód                                                  |
| 1987      |                                    | Matlock                        | Laura Norwood            | 1 epizód                                                  |
| 1988–1991 |                                    | China Beach                    | Karen Charlene Koloski   | állandó szereplő                                          |
| 1991      | Mesék a kriptából                  | Tales from the Crypt           | Vicky                    | 1 epizód                                                  |
| 1991      |                                    | The Hidden Room                | Jane                     | 1 epizód                                                  |
| 1993      | Stephen King: A rémkoppantók       | The Tommyknockers              | Roberta "Bobbi" Anderson | - minisorozat - magyar hangja: - Csere Ágnes - Tóth Enikő |
| 1993      | Bukott angyalok                    | Fallen Angels                  | Eve Cressy               | 1 epizód                                                  |
| 1995      |                                    | The Larry Sanders Show         | Susan Elliot             | 1 epizód                                                  |
| 1996      | Vészhelyzet                        | ER                             | Karen Hines              | 5 epizód                                                  |
| 2000      | Frasier – A dumagép                | Frasier                        | Emily                    | 1 epizód                                                  |
| 2000      | Tökéletes gyilkos, tökéletes város | Perfect Murder, Perfect Town   | Patsy Ramsey             | minisorozat                                               |
| 2000–2013 | CSI: A helyszínelők                | CSI: Crime Scene Investigation | Catherine Willows        | főszereplő                                                |
| 2004      | Texas királyai                     | King of the Hill               | Mrs. Hanover             | 1 epizód                                                  |
| 2014      | Intelligence – A jövő ügynöke      | Intelligence                   | Lilian Strand            | állandó szereplő (13 epizód)                              |
| 2015      | A búra alatt                       | Under the Dome                 | Christine Price          | 11 epizód                                                 |
| 2017      | Gordon Ramsay – A pokol konyhája   | Hell's Kitchen                 | önmaga                   | 1 epizód                                                  |
| 2019–2021 | Bírónő, kérem!                     | All Rise                       | Lisa Benner bíró         | - állandó szereplő - magyar hangja: - Orosz Anna          |
| 2022–2024 | CSI: Las Vegas-i helyszínelők      | CSI: Vegas                     | Catherine Willows        | állandó szereplő (2-3. évad)                              |

## Fordítás
- Ez a szócikk részben vagy egészben  a   Marg Helgenberger című angol Wikipédia-szócikk ezen változatának fordításán alapul.  Az eredeti cikk szerkesztőit annak laptörténete sorolja fel. Ez a jelzés csupán a megfogalmazás eredetét és a szerzői jogokat jelzi, nem szolgál a cikkben szereplő információk forrásmegjelöléseként.